# Notre-Dame-de-Courson
Notre-Dame-de-Courson – miejscowość i dawna gmina we Francji, w regionie Normandia, w departamencie Calvados. W dniu 1 stycznia 2016 roku z połączenia 22 ówczesnych gmin – Auquainville, Les Autels-Saint-Bazile, Bellou, Cerqueux, Cheffreville-Tonnencourt, La Croupte, Familly, Fervaques, Heurtevent, Livarot, Le Mesnil-Bacley, Le Mesnil-Durand, Le Mesnil-Germain, Meulles, Les Moutiers-Hubert, Notre-Dame-de-Courson, Préaux-Saint-Sébastien, Sainte-Marguerite-des-Loges, Saint-Martin-du-Mesnil-Oury, Saint-Michel-de-Livet, Saint-Ouen-le-Houx oraz Tortisambert – powstała nowa gmina Livarot-Pays-d'Auge. W 2013 roku populacja Notre-Dame-de-Courson wynosiła 441 mieszkańców. 